# Једрењак А
Једрењак А (енгл. Sailing Yacht A), је једрењак са двоструким системом погона, изграђен на бродоградилишту Нобискруг у Килу за руског милијардера Андреја Мељниченка. Према писању неких медија, цена јахте износила је око 450 милиона долара. Једрењак А је једна од највећих икада направљених једрилица.

## Дизајн
Једрењак А дизајнирао је Филип Старк у футуристичком стилу. Дужина јахте износи 142,81 метра, ширина 24,88 m. Поседује три јарбола висине од око 90 m. Површина једара износи 3700 квадратних метара. Труп јахте је направљен од челика а палуба је прекривена тиковином. Јахта има 8 палуба, хелиодром на једној од палуба и собу под водом за осматрање подводног света. У јахту је уграђен један од највећих појединачних комада заобљеног стакла, тежак 1,8 тона. Једрењак А је опремљен хибридним дизел-електричним моторима и савременим навигационим системима. Може да прими око 20 гостију и посаду од 54 члана. Према писањима медија, дизајнер је желео да изазове естетику која је уобичајена код оваквих пловила. Брзина јахте је од 18 до 24 mi (39 km) по сату. Име "А" добила је како би била на врху бродских регистара. Први тест драјв одржан је 21. септембра 2015. године.